# Auguste Aiguier

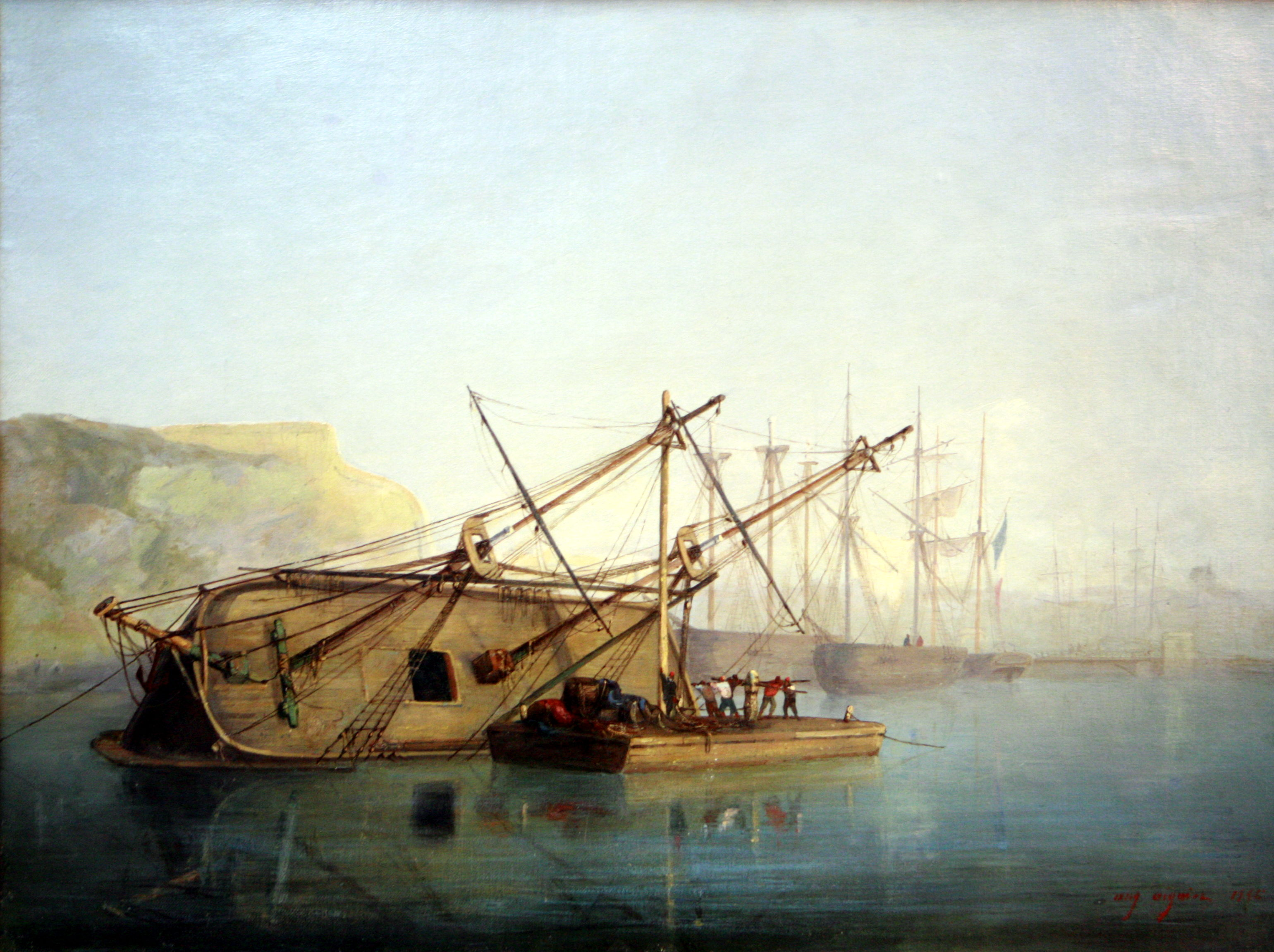
Målning från 1846

Louis Auguste Laurent Aiguier, född 1819 i Toulon, död 1865 i samma stad, var en fransk marinmålare. Vissa av hans verk finns i museerna i Toulon och Marseille.